# Motorrad-Weltmeisterschaft 1962
Die Motorrad-WM-Saison 1962 war die 14. in der Geschichte der FIM-Motorrad-Straßenweltmeisterschaft.
In der Klasse bis 500 cm³ wurden acht, in der Klasse bis 350 cm³ sowie bei den Gespannen sechs, in den Klassen bis 250 cm³ und bis 50 cm³ zehn und in der Klasse bis 125 cm³ elf Rennen ausgetragen.

## Punkteverteilung
| Punktewertung | Punktewertung | Punktewertung | Punktewertung | Punktewertung | Punktewertung | Punktewertung |
| ------------- | ------------- | ------------- | ------------- | ------------- | ------------- | ------------- |
| Platz         | 1             | 2             | 3             | 4             | 5             | 6             |
| Punkte        | 8             | 6             | 4             | 3             | 2             | 1             |

- Die Zahl gewerteter Läufe wurde bei gerader Anzahl an ausgetragenen Rennen berechnet, indem man diese Anzahl halbierte und dann mit eins addierte. Bei sechs Rennen gingen also vier in die WM-Wertung ein.
- Wurde eine ungerade Zahl Rennen ausgetragen, wurde die Zahl der Läufe mit eins addiert und dann halbiert. Bei sieben Rennen gingen somit vier in die Wertung ein.

## 500-cm³-Klasse

### Rennergebnisse
|   | Datum  | Rennen              | Strecke           | Platz 1              | Platz 2              | Platz 3           | Schn. Rennrunde      |
| - | ------ | ------------------- | ----------------- | -------------------- | -------------------- | ----------------- | -------------------- |
| 1 | 08.06. | 44. Isle of Man TT  | Mountain Course   | Gary Hocking         | Ellis Boyce          | Fred Stevens      | Gary Hocking         |
| 2 | 30.06. | 32. Dutch TT        | Assen             | Mike Hailwood        | Derek Minter         | Phil Read         | Mike Hailwood        |
| 3 | 08.07. | 35. GP von Belgien  | Spa-Francorchamps | Mike Hailwood        | Alan Shepherd        | Tony Godfrey      | Mike Hailwood        |
| 4 | 11.08. | 34. Ulster GP       | Dundrod           | Mike Hailwood        | Alan Shepherd        | Phil Read         | Mike Hailwood        |
| 5 | 19.08. | 5. GP der DDR       | Sachsenring       | Mike Hailwood        | Alan Shepherd        | Bert Schneider    | Mike Hailwood        |
| 6 | 09.09. | 40. GP der Nationen | Monza             | Mike Hailwood        | Remo Venturi         | Silvio Grassetti  | Remo Venturi         |
| 7 | 23.09. | GP von Finnland     | Tampere           | Alan Shepherd        | Sven-Olof Gunnarsson | František Šťastný | Alan Shepherd        |
| 8 | 14.10. | GP von Argentinien  | Buenos Aires      | Benedicto Caldarella | Juan Carlos Salatino | Eduardo Salatino  | Benedicto Caldarella |

### Fahrerwertung
| 1  | Mike Hailwood        | MV Agusta | 40 |
| 2  | Alan Shepherd        | Matchless | 29 |
| 3  | Phil Read            | Norton    | 11 |
| 4  | Bert Schneider       | Norton    | 10 |
| 5  | Gary Hocking         | MV Agusta | 8  |
|    | Benedicto Caldarella | Matchless | 8  |
| 7  | Tony Godfrey         | Norton    | 7  |
|    | Paddy Driver         | Norton    | 7  |
|    | František Šťastný    | Jawa      | 7  |
| 10 | Ellis Boyce          | Norton    | 6  |
|    | Derek Minter         | Norton    | 6  |
|    | Remo Venturi         | MV Agusta | 6  |
|    | Sven-Olof Gunnarsson | Norton    | 6  |
|    | Juan Carlos Salatino | Norton    | 6  |

| 15 | Fred Stevens     | Norton    | 5 |
| 16 | Silvio Grassetti | Bianchi   | 4 |
|    | Eduardo Salatino | Norton    | 4 |
| 18 | Ron Langston     | Norton    | 3 |
|    | Anssi Resko      | Matchless | 3 |
|    | Pablo Gamberini  | Matchless | 3 |
| 21 | Roy Ingram       | Norton    | 2 |
|    | Jack Findlay     | Norton    | 2 |
|    | Harald Karlsson  | Norton    | 2 |
|    | Amleto Pomesano  | Norton    | 2 |
| 25 | Roland Föll      | Matchless | 2 |
| 26 | Brian Setchell   | Norton    | 1 |
|    | Ray Spence       | Norton    | 1 |
|    | Federico Soler   | Norton    | 1 |

### Konstrukteurswertung
| 1 | MV Agusta | 48      |
| 2 | Matchless | 37      |
| 3 | Norton    | 28 (39) |
| 4 | Jawa      | 7       |
| 5 | Bianchi   | 4       |

(Punkte in Klammern inklusive Streichresultate)

## 350-cm³-Klasse

### Rennergebnisse
|   | Datum  | Rennen              | Strecke         | Platz 1       | Platz 2           | Platz 3           | Schn. Rennrunde  |
| - | ------ | ------------------- | --------------- | ------------- | ----------------- | ----------------- | ---------------- |
| 1 | 08.06. | 44. Isle of Man TT  | Mountain Course | Mike Hailwood | Gary Hocking      | František Šťastný | Mike Hailwood    |
| 2 | 30.06. | 32. Dutch TT        | Assen           | Jim Redman    | Mike Hailwood     | Silvio Grassetti  | Silvio Grassetti |
| 3 | 11.08. | 34. Ulster GP       | Dundrod         | Jim Redman    | František Šťastný | Tommy Robb        | Mike Hailwood    |
| 4 | 19.08. | 5. GP der DDR       | Sachsenring     | Jim Redman    | Mike Hailwood     | Tommy Robb        | Jim Redman       |
| 5 | 09.09. | 40. GP der Nationen | Monza           | Jim Redman    | Tommy Robb        | Silvio Grassetti  | Jim Redman       |
| 6 | 23.09. | GP von Finnland     | Tampere         | Tommy Robb    | Jim Redman        | Alan Shepherd     | Tommy Robb       |

### Fahrerwertung
| 1 | Jim Redman        | Honda       | 32 (38) |
| 2 | Tommy Robb        | Honda       | 22      |
| 3 | Mike Hailwood     | MV Agusta   | 20      |
| 4 | František Šťastný | Jawa        | 16      |
| 5 | Silvio Grassetti  | Bianchi     | 8       |
| 6 | Alan Shepherd     | A.J.S. / MZ | 7       |
| 7 | Gustav Havel      | Jawa        | 7       |
| 8 | Gary Hocking      | MV Agusta   | 6       |
| 9 | Mike Duff         | A.J.S.      | 5       |

| 10 | Roy Ingram           | Norton     | 3 |
|    | Sven-Olof Gunnarsson | Norton     | 3 |
| 12 | Derek Minter         | Norton     | 2 |
|    | Taneli Lepo          | A.J.S.     | 2 |
| 14 | Hugh Anderson        | A.J.S.     | 1 |
|    | Phil Read            | Norton     | 1 |
|    | Nikolaj Sevast'ânov  | CKEB       | 1 |
|    | Arthur Wheeler       | Moto Guzzi | 1 |
|    | Moto Kitano          | Honda      | 1 |

(Punkte in Klammern inklusive Streichresultate)

### Konstrukteurswertung
| 1 | Honda      | 32 (40) |
| 2 | MV Agusta  | 20      |
| 3 | Jawa       | 16 (19) |
| 4 | Bianchi    | 8       |
| 5 | Norton     | 8       |
| 6 | A.J.S.     | 8       |
| 7 | MZ         | 4       |
| 8 | CKEB       | 1       |
|   | Moto Guzzi | 1       |

(Punkte in Klammern inklusive Streichresultate)

## 250-cm³-Klasse

### Rennergebnisse
|    | Datum  | Rennen                 | Strecke           | Platz 1        | Platz 2           | Platz 3           | Schn. Rennrunde             |
| -- | ------ | ---------------------- | ----------------- | -------------- | ----------------- | ----------------- | --------------------------- |
| 1  | 06.05. | 12. GP von Spanien     | Montjuïc          | Jim Redman     | Bob McIntyre      | Tom Phillis       | Tom Phillis                 |
| 2  | 13.05. | GP von Frankreich      | Clermont-Ferrand  | Jim Redman     | Bob McIntyre      | Tom Phillis       | Tom Phillis                 |
| 3  | 04.06. | 44. Isle of Man TT     | Mountain Course   | Derek Minter   | Jim Redman        | Tom Phillis       | Bob McIntyre                |
| 4  | 30.06. | 32. Dutch TT           | Assen             | Jim Redman     | Bob McIntyre      | Tarquinio Provini | Tarquinio Provini           |
| 5  | 08.07. | 35. GP von Belgien     | Spa-Francorchamps | Bob McIntyre   | Jim Redman        | Luigi Taveri      | Bob McIntyre                |
| 6  | 15.07. | 26. GP von Deutschland | Solitude          | Jim Redman     | Bob McIntyre      | Kenjiro Tanaka    | Jim Redman und Bob McIntyre |
| 7  | 11.08. | 34. Ulster GP          | Dundrod           | Tommy Robb     | Jim Redman        | Luigi Taveri      | Luigi Taveri                |
| 8  | 19.08. | 5. GP der DDR          | Sachsenring       | Jim Redman     | Mike Hailwood     | Werner Musiol     | Mike Hailwood               |
| 9  | 09.09. | 40. GP der Nationen    | Monza             | Jim Redman     | Tarquinio Provini | Alberto Pagani    | Jim Redman                  |
| 10 | 14.10. | GP von Argentinien     | Buenos Aires      | Arthur Wheeler | Umberto Masetti   | Raúl Kaiser       | Arthur Wheeler              |

### Fahrerwertung
| 1  | Jim Redman        | Honda        | 48 (66) |
| 2  | Bob McIntyre (†)  | Honda        | 32      |
| 3  | Arthur Wheeler    | Moto Guzzi   | 19      |
| 4  | Tom Phillis (†)   | Honda        | 12      |
| 5  | Tarquinio Provini | Morini       | 10      |
| 6  | Derek Minter      | Honda        | 8       |
|    | Tommy Robb        | Honda        | 8       |
| 8  | Luigi Taveri      | Honda        | 8       |
| 9  | Alberto Pagani    | Aermacchi    | 8       |
| 10 | Dan Shorey        | Bultaco      | 8       |
| 11 | Mike Hailwood     | MZ / Benelli | 6       |
|    | Umberto Masetti   | Morini       | 6       |
| 13 | Günter Beer       | Adler        | 6       |
|    | Moto Kitano       | Honda        | 6       |
| 15 | Teisuke Tanaka    | Honda        | 4       |
|    | Werner Musiol     | MZ           | 4       |

|    | Raúl Kaiser          | NSU         | 4 |
| 18 | Cas Swart            | Honda       | 3 |
|    | Jorge Terengo        | Ducati      | 3 |
| 20 | Jean-Pierre Beltoise | Morini      | 2 |
|    | Frank Perris         | Suzuki      | 2 |
|    | Campbell Donaghy     | Ducati      | 2 |
|    | Nikolaj Sevast'ânov  | CKEB        | 2 |
|    | Gilberto Milani      | Aermacchi   | 2 |
|    | Carlos Marfetan      | Parilla     | 2 |
| 26 | Marcel Toussaint     | Benelli     | 1 |
|    | Benjamin Savoye      | F.B Mondial | 1 |
|    | Pierrot Vervroegen   | Aermacchi   | 1 |
|    | Michael Schneider    | NSU         | 1 |
|    | Stuart Graham        | Aermacchi   | 1 |
|    | Paolo Campanelli     | Benelli     | 1 |
|    | Enrique Dietrich     | Aermacchi   | 1 |

(Punkte in Klammern inklusive Streichresultate)

### Konstrukteurswertung
| 1  | Honda       | 60 (96) |
| 2  | Moto Guzzi  | 19      |
| 3  | Morini      | 18      |
| 4  | Aermacchi   | 9       |
| 5  | Bultaco     | 8       |
| 6  | MZ          | 6       |
| 7  | NSU         | 5       |
| 8  | Ducati      | 5       |
| 9  | Adler       | 3       |
| 10 | Suzuki      | 2       |
|    | CKEB        | 2       |
|    | Parilla     | 2       |
| 13 | Benelli     | 2       |
| 14 | F.B Mondial | 1       |

(Punkte in Klammern inklusive Streichresultate)

## 125-cm³-Klasse

### Rennergebnisse
|    | Datum  | Rennen                 | Strecke           | Platz 1             | Platz 2       | Platz 3       | Schn. Rennrunde     |
| -- | ------ | ---------------------- | ----------------- | ------------------- | ------------- | ------------- | ------------------- |
| 1  | 06.05. | 12. GP von Spanien     | Montjuïc          | Kunimitsu Takahashi | Jim Redman    | Luigi Taveri  | Luigi Taveri        |
| 2  | 13.05. | GP von Frankreich      | Clermont-Ferrand  | Kunimitsu Takahashi | Jim Redman    | Tommy Robb    | Kunimitsu Takahashi |
| 3  | 06.06. | 44. Isle of Man TT     | Mountain Course   | Luigi Taveri        | Tommy Robb    | Tom Phillis   | Luigi Taveri        |
| 4  | 30.06. | 32. Dutch TT           | Assen             | Luigi Taveri        | Jim Redman    | Tommy Robb    | Luigi Taveri        |
| 5  | 08.07. | 35. GP von Belgien     | Spa-Francorchamps | Luigi Taveri        | Jim Redman    | Paddy Driver  | Luigi Taveri        |
| 6  | 15.07. | 26. GP von Deutschland | Solitude          | Luigi Taveri        | Tommy Robb    | Mike Hailwood | Luigi Taveri        |
| 7  | 11.08. | 34. Ulster GP          | Dundrod           | Luigi Taveri        | Tommy Robb    | Jim Redman    | Tommy Robb          |
| 8  | 19.08. | 5. GP der DDR          | Sachsenring       | Luigi Taveri        | Jim Redman    | Hans Fischer  | Luigi Taveri        |
| 9  | 09.09. | 40. GP der Nationen    | Monza             | Teisuke Tanaka      | Luigi Taveri  | Tommy Robb    | Luigi Taveri        |
| 10 | 23.09. | GP von Finnland        | Tampere           | Jim Redman          | Luigi Taveri  | Alan Shepherd | Alan Shepherd       |
| 11 | 14.10. | GP von Argentinien     | Buenos Aires      | Hugh Anderson       | Raúl Kissling | Mitsuo Itō    | Hugh Anderson       |

### Fahrerwertung
| 1  | Luigi Taveri        | Honda  | 48 (67) |
| 2  | Jim Redman          | Honda  | 38 (47) |
| 3  | Tommy Robb          | Honda  | 30 (33) |
| 4  | Kunimitsu Takahashi | Honda  | 16      |
| 5  | Mike Hailwood       | EMC    | 12      |
| 6  | Teisuke Tanaka      | Honda  | 11      |
| 7  | Hugh Anderson       | Suzuki | 11      |
| 8  | Hans Fischer        | MZ     | 7       |
| 9  | Raúl Kissling       | DKW    | 6       |
| 10 | Paddy Driver        | EMC    | 6       |
| 11 | Ernst Degner        | Suzuki | 5       |
| 12 | Rex Avery           | EMC    | 5       |
| 13 | Tom Phillis (†)     | Honda  | 4       |
|    | Alan Shepherd       | MZ     | 4       |
|    | Mitsuo Itō          | Suzuki | 4       |

| 16 | Derek Minter      | Honda       | 3 |
|    | Bob McIntyre (†)  | Honda       | 3 |
|    | Limburg Moreira   | Bultaco     | 3 |
| 19 | John Grace        | Bultaco     | 2 |
|    | Klaus Enderlein   | MZ          | 2 |
|    | Alberto Pagani    | Honda       | 2 |
|    | Frank Perris      | Suzuki      | 2 |
|    | Marzillo Chizzini | Bultaco     | 2 |
| 24 | Francesco Villa   | F.B Mondial | 1 |
|    | Jorge Kissling    | Bultaco     | 1 |
|    | Stanislav Malina  | ČZ          | 1 |
|    | Giuseppe Visenzi  | Ducati      | 1 |
|    | Werner Musiol     | MZ          | 1 |
|    | Jukka Petäjä      | MZ          | 1 |
|    | Pedro Rosenthal   | Tōhatsu     | 1 |

(Punkte in Klammern inklusive Streichresultate)

### Konstrukteurswertung
| 1 | Honda   | 48 (88) |
| 2 | Suzuki  | 18      |
| 3 | EMC     | 15 (16) |
| 4 | MZ      | 9       |
| 5 | DKW     | 6       |
| 6 | Bultaco | 5       |
| 7 | Italien | 1       |
|   | ČZ      | 1       |
|   | Ducati  | 1       |
|   | Tōhatsu | 1       |

(Punkte in Klammern inklusive Streichresultate)

## 50-cm³-Klasse

### Rennergebnisse
|    | Datum  | Rennen                 | Strecke           | Platz 1              | Platz 2              | Platz 3              | Schn. Rennrunde      |
| -- | ------ | ---------------------- | ----------------- | -------------------- | -------------------- | -------------------- | -------------------- |
| 1  | 06.05. | 12. GP von Spanien     | Montjuïc          | Hans Georg Anscheidt | José Busquets        | Luigi Taveri         | Hans Georg Anscheidt |
| 2  | 13.05. | GP von Frankreich      | Clermont-Ferrand  | Jan Huberts          | Kunimitsu Takahashi  | Luigi Taveri         | Jan Huberts          |
| 3  | 04.06. | 44. Isle of Man TT     | Mountain Course   | Ernst Degner         | Luigi Taveri         | Tommy Robb           | Ernst Degner         |
| 4  | 30.06. | 32. Dutch TT           | Assen             | Ernst Degner         | Jan Huberts          | Hans Georg Anscheidt | Jan Huberts          |
| 5  | 08.07. | 35. GP von Belgien     | Spa-Francorchamps | Ernst Degner         | Hans Georg Anscheidt | Luigi Taveri         | Ernst Degner         |
| 6  | 15.07. | 26. GP von Deutschland | Solitude          | Ernst Degner         | Hans Georg Anscheidt | Mitsuo Itō           | Ernst Degner         |
| 7  | 19.08. | 5. GP der DDR          | Sachsenring       | Jan Huberts          | Mitsuo Itō           | Hugh Anderson        | Jan Huberts          |
| 8  | 09.09. | 40. GP der Nationen    | Monza             | Hans Georg Anscheidt | Mitsuo Itō           | Jan Huberts          | Hans Georg Anscheidt |
| 9  | 23.09. | GP von Finnland        | Tampere           | Luigi Taveri         | Tommy Robb           | Hans Georg Anscheidt | Luigi Taveri         |
| 10 | 14.10. | GP von Argentinien     | Buenos Aires      | Hugh Anderson        | Ernst Degner         | Hans Georg Anscheidt | nicht bekannt        |

### Fahrerwertung
| 1 | Ernst Degner         | Suzuki   | 41      |
| 2 | Hans Georg Anscheidt | Kreidler | 36 (43) |
| 3 | Luigi Taveri         | Honda    | 29 (33) |
| 4 | Jan Huberts          | Kreidler | 29      |
| 5 | Mitsuo Itō           | Suzuki   | 23 (24) |
| 6 | Tommy Robb           | Honda    | 17      |
| 7 | Hugh Anderson        | Suzuki   | 16      |
| 8 | Seichi Suzuki        | Suzuki   | 10      |

| 9  | Kunimitsu Takahashi | Honda    | 7 |
| 10 | José Busquets       | Derbi    | 6 |
| 11 | Wolfgang Gedlich    | Kreidler | 6 |
| 12 | Isao Morishita      | Suzuki   | 2 |
|    | Teisuke Tanaka      | Honda    | 2 |
| 14 | Michio Ichino       | Suzuki   | 2 |
| 15 | Dan Shorey          | Kreidler | 1 |
|    | Günter Beer         | Kreidler | 1 |

(Punkte in Klammern inklusive Streichresultate)

### Konstrukteurswertung
| 1 | Suzuki   | 46 (57) |
| 2 | Kreidler | 44 (61) |
| 3 | Honda    | 32 (36) |
| 4 | Derbi    | 6       |

(Punkte in Klammern inklusive Streichresultate)

## Gespanne (500 cm³)

### Rennergebnisse
|   | Datum  | Rennen                 | Strecke           | Platz 1                           | Platz 2                             | Platz 3                           | Schn. Rennrunde                     |
| - | ------ | ---------------------- | ----------------- | --------------------------------- | ----------------------------------- | --------------------------------- | ----------------------------------- |
| 1 | 06.05. | 12. GP von Spanien     | Montjuïc          | Max Deubel / Emil Hörner          | Florian Camathias / Horst Burkhardt | Otto Kölle / Dieter Hess          | Max Deubel / Emil Hörner            |
| 2 | 13.05. | GP von Frankreich      | Clermont-Ferrand  | Max Deubel / Emil Hörner          | Florian Camathias / Horst Burkhardt | Chris Vincent / Eric Bliss        | Florian Camathias / Horst Burkhardt |
| 3 | 04.06. | 44. Isle of Man TT     | Mountain Course   | Chris Vincent / Eric Bliss        | Otto Kölle / Dieter Hess            | Colin Seeley / Wally Rawlings     | Max Deubel / Emil Hörner            |
| 4 | 30.06. | 32. Dutch TT           | Assen             | Fritz Scheidegger / John Robinson | Max Deubel / Emil Hörner            | Otto Kölle / Dieter Hess          | Florian Camathias / Harry Winter    |
| 5 | 08.07. | 35. GP von Belgien     | Spa-Francorchamps | Florian Camathias / Harry Winter  | Fritz Scheidegger / John Robinson   | Max Deubel / Emil Hörner          | Florian Camathias / Harry Winter    |
| 6 | 15.07. | 26. GP von Deutschland | Solitude          | Max Deubel / Emil Hörner          | Florian Camathias / Harry Winter    | Fritz Scheidegger / John Robinson | Max Deubel / Emil Hörner            |

### Fahrerwertung
| 1  | Max Deubel            | Emil Hörner                       | BMW       | 30 (34) |
| 2  | Florian Camathias     | Horst Burkhardt bzw. Harry Winter | BMW       | 26      |
| 3  | Fritz Scheidegger     | John Robinson                     | BMW       | 18      |
| 4  | Otto Kölle            | Dieter Hess                       | BMW       | 17      |
| 5  | Chris Vincent         | Eric Bliss                        | BSA       | 13      |
| 6  | Claude Lambert        | Alfred Herzig                     | BMW       | 9 (10)  |
| 7  | August Rohsiepe       | Lothar Böttcher                   | BMW       | 7       |
| 8  | Edgar Strub           | Gottfried Rüfenacht               | BMW       | 5       |
| 9  | Colin Seeley          | Wally Rawlings                    | Matchless | 4       |
| 10 | Arsenius Butscher     | Heiner Vester                     | BMW       | 3       |
| 11 | Harold Scholes (†)    | Ray Lindsay                       | BMW       | 2       |
|    | Heinz Luthringshauser | Horst Knopp                       | BMW       | 2       |
| 13 | Georg Auerbacher      | Eduard Dein bzw. Mike Robinson    | BMW       | 2       |
| 14 | Eric Pickup           | Keith Scott                       | BMW       | 1       |

(Punkte in Klammern inklusive Streichresultate)

### Konstrukteurswertung
| 1 | BMW       | 32 (46) |
| 2 | BSA       | 13      |
| 3 | Matchless | 4       |

(Punkte in Klammern inklusive Streichresultate)